# Cho Byung-kuk
Cho Byung-kuk (조병국?, 曺秉局?; Ulsan, 1º luglio 1981) è un ex calciatore sudcoreano, di ruolo difensore.

## Palmarès

### Club

#### Competizioni nazionali
- Campionato sudcoreano: 2

Seongnam: 2006, 2007

#### Competizioni internazionali
- AFC Champions League: 1

Seongnam: 2010

### Nazionale
- Giochi asiatici: 1

2002